# Bärbel Thoelke
Bärbel Thoelke (geboren 3. Februar 1938 in Stralsund) ist eine deutsche Porzellangestalterin.

## Leben
Bärbel Thoelke absolvierte 1957/1958 zunächst ein Praktikum bei Arnold und Barbara Klünder in deren Ahrenshooper Keramikwerkstatt. Sie studierte von 1958 bis 1963 an der Hochschule für Bildende und Angewandte Kunst Berlin, heute Kunsthochschule Berlin-Weißensee (KHS) Keramik und Gefäßgestaltung bei Wolfgang Henze, Ernst Rudolf Vogenauer und Rudolf Kaiser. Nach dem Diplom arbeitete sie von 1963 bis 1968 als Designerin im Porzellanwerk Freiberg/Sachsen. Von 1968 bis 1970 hatte sie an der KHS eine Aspirantur, von 1970 bis 1975 war sie Lehrbeauftragte. Seit 1970 arbeitet sie freiberuflich als Porzellangestalterin und Keramikerin in ihrer eigenen Werkstatt in Berlin. Sie war bis 1990 Mitglied des Verbands Bildender Künstler der DDR und hatte in der DDR und im Ausland eine bedeutende Zahl von Einzelausstellungen und Ausstellungsbeteiligungen, u. a. von 1977 bis 1988 an der VIII. bis X. Kunstausstellung der DDR in Dresden.
Bärbel Thoelkes Sohn Christian Thoelke (* 1973) ist Maler.

## Werk
Der Schwerpunkt ihrer Arbeiten liegt auf Porzellangefäßen und -objekten, die an der klassischen Moderne orientiert sind. Ihre bekanntesten Arbeiten für die Industrie sind das Mokkaservice „Madeleine“ (1964) und das feuerfeste Haushaltgeschirr „Cordoflam 77“ (1977) für das Porzellanwerk Freiberg sowie Kollektionen unikater Porzellangefäße für die Staatliche Porzellan-Manufaktur Meißen (2006/2008), die Königliche Porzellan-Manufaktur Berlin (2010/2011), die Schwarzburger Werkstätten für Porzellankunst (2012/2013) und die Porzellanmanufaktur Augarten Wien (2015).

## Ausstellungen seit der deutschen Wiedervereinigung (Auswahl)
- 1991: Deutsche Keramische Kunst der Gegenwart. Keramion, Frechen
- 1998: Bärbel Thoelke. Porzellan – Kunstform und Design. Grassimuseum, Leipzig
- 1999: Preisträger des EUREGIO-Keramikwettbewerbs 1998. Eupen, Belgien
- 2000: DAS GEFÄSS • KONGENIAL. Keramion, Frechen
- 2000: AUF DEN PUNKT GEBRACHT – PORZELLANE FÜR MEISSEN. Grassimuseum für Angewandte Kunst, Leipzig
- 2008: GEFÄSS | SKULPTUR – Deutsche und Internationale Keramik seit 1946. Grassimuseum für Angewandte Kunst, Leipzig
- 2015: WIENER WANDLUNGEN – BÄRBEL THOELKE und GUDRUN GAUBE interpretieren Augarten Porzellan. Porzellanmuseum Augarten, Wien
- 2017: Vielfalt der Vervielfältigung – Porzellangestalter geben Einblicke in ihre Arbeitsweisen. Porzellanikon Selb

## Museen und öffentliche Sammlungen mit Werken Bärbel Thoelkes (unvollständig)
- Kunstgewerbemuseum Berlin
- Deutsches Historisches Museum Berlin
- Märkisches Museum Berlin
- Keramikmuseum Berlin
- Kunstgewerbemuseum Dresden[10]
- Museum für Angewandte Kunst Gera
- Keramion – Museum für zeitgenössische keramische Kunst Köln-Frechen
- Grassimuseum für Angewandte Kunst Leipzig
- Kloster Unser Lieben Frauen Magdeburg
- Töpfereimuseum Raeren/Belgien
- Staatliches Museum Schwerin